# Flor da Serra do Sul
Flor da Serra do Sul este un oraș din statul federal Paraná (PR), Brazilia.